# Enrique Chimento
Enrique Chimento (né et mort à des dates inconnues) était un joueur de football international argentin qui évoluait en tant que défenseur.

## Biographie
On sait peu de choses sur sa carrière de joueur, sauf qu'il évolue au Barracas Central Buenos Aires à l'époque où il est convoqué par l'entraîneur italien Felipe Pascucci pour participer avec l'équipe d'Argentine à la coupe du monde 1934 en Italie.